# Serumelektrophorese

Normale Serumeiweißelektrophorese mit den verschiedenen Serumproteinen

Die Serumelektrophorese (genauer: Serumproteinelektrophorese) ist eine medizinische Laboruntersuchung, bei der die Proteine des Blutserums (Serumproteine) mittels einer nativen Gelelektrophorese auf einem Celluloseacetat-Streifen oder einem Agarose-Gel aufgetrennt werden.

## Prinzip
Es wird Serum (keine Gerinnungsfaktoren mehr enthalten) bei der Elektrophorese verwendet. Plasma (mit Gerinnungsfaktoren) ist ungeeignet, weil das darin enthaltene Fibrinogen bei der Elektrophorese eine monoklonale Bande vortäuscht und leicht zu verwechseln ist. Es werden auch keine hämolytischen Proben (mit zerstörten Blutzellen) verwendet, weil durch die Hämolyse die α2- und β-Fraktion erhöht werden.
Je nach Wanderung im elektrischen Feld unterscheidet man die folgenden Fraktionen:
| Proteinfraktion | Proteinfraktion | Anteil (%)       | Wichtige Bestandteile (Auswahl)                                      | vermindert                                                                    | erhöht                                              |
| --------------- | --------------- | ---------------- | -------------------------------------------------------------------- | ----------------------------------------------------------------------------- | --------------------------------------------------- |
|                 | Albumin         | 58,0 – 70,0 54,5 | Albumin                                                              | Leberzirrhose, nephrotisches Syndrom, Chronisch-entzündliche Darmerkrankungen |                                                     |
|                 | α1-Globuline    | 1,5 – 4,0 3,7    | α1-Antitrypsin, α1-Lipoprotein (HDL)                                 | Leberzirrhose                                                                 | Entzündung, nephrotisches Syndrom                   |
|                 | α2-Globuline    | 5,0 – 10,0 8,2   | Coeruloplasmin, Haptoglobin, Plasminogen                             | Leberzirrhose                                                                 | Entzündung, nephrotisches Syndrom                   |
|                 | β-Globuline     | 8,0 – 13,0 24,0  | β-Lipoprotein, Transferrin, beta-2-Mikroglobulin, Komplementproteine | Leberzirrhose (typische Schulterbildung zur γ-Fraktion hin)                   | nephrotisches Syndrom, Paraproteinämie              |
|                 | β-Globuline     | 8,0 – 13,0 24,0  | β-Lipoprotein, Transferrin, beta-2-Mikroglobulin, Komplementproteine | Leberzirrhose (typische Schulterbildung zur γ-Fraktion hin)                   | nephrotisches Syndrom, Paraproteinämie              |
|                 | γ-Globuline     | 10,0 – 19,0 9.6  | Immunglobuline (Antikörper)                                          | nephrotisches Syndrom, Antikörper-Mangelsyndrome                              | chron. Krankheiten, Multiples Myelom, Leberzirrhose |

## Auswertung
Für die Beurteilung der Elektrophorese ist es entscheidend, sich bewusst zu machen, dass die Summe der abgebildeten Proteine immer 100 % des Serumproteins darstellt. Verringert sich eine Fraktion, erscheinen die übrigen Fraktionen relativ vermehrt, obwohl sie absolut betrachtet unverändert sind. Daher empfiehlt es sich, immer die Gesamteiweißkonzentration parallel zu bestimmen und zu berücksichtigen.
Abweichungen von der normalen Verteilung bezeichnet man als Dysproteinämien. Einige typische Veränderungen der Eiweißelektrophorese bei bestimmten Krankheitskonstellationen sind die folgenden:
- Akute Entzündung: Verminderung von Albumin, Erhöhung von α1- und α2-Globulinen („Akute-Phase“-Proteine)
- chronisch-entzündliche Prozesse: Verminderung von Albumin, Erhöhung von α2- und γ-Globulinen
- Leberzirrhose: starke Verminderung von Albumin, deutliche breitbasige Erhöhung von γ-Globulinen
- Plasmozytom: Verminderung von Albumin, starke Erhöhung (schmalbasige Zacke) der gamma-Globuline oder seltener im Bereich der β-Globuline
- Nephrotisches Syndrom: starke Verminderung von Albumin, deutliche Erhöhung von α2-Globulinen, Erhöhung von β- und Erniedrigung von γ-Globulinen

Falls in der γ-Globulin-Fraktion (seltener auch in der β-Fraktion) eine schmalbasige Zacke zu sehen ist, deutet dies auf eine sogenannte monoklonale Gammopathie, d. h. eine Überproduktion von einem Typ von Antikörper hin. Zur Klärung der Frage, ob es sich um eine monoklonale oder eine polyklonale Antikörpervermehrung handelt, muss eine Immunfixationselektrophorese angeschlossen werden. Es empfiehlt sich dann auch die quantitative Bestimmung der einzelnen Immunglobulin-Isotypen (IgG, IgM, IgA; gegebenenfalls auch IgE, IgD).
Wenn in der γ-Fraktion eine „Schulterbildung“ auftritt, handelt es sich um eine Leberzirrhose. Aufgrund der verminderten Albuminbildung bei einer Leberzirrhose kann die Immunglobulinfraktion kompensatorisch vermehrt sein, um den onkotischen Druck im Gefäßsystem aufrechtzuerhalten.